# Thomas Seabourne
Thomas Seabourne es un deportista estadounidense que compitió en taekwondo. Ganó una medalla de plata en el Campeonato Mundial de Taekwondo de 1979, en la categoría de +84 kg.

## Palmarés internacional
| Campeonato Mundial | Campeonato Mundial | Campeonato Mundial | Campeonato Mundial |
| Año                | Lugar              | Medalla            | Categoría          |
| ------------------ | ------------------ | ------------------ | ------------------ |
| 1979               | Stuttgart (RFA)    | Medalla de plata   | +84 kg             |